# Connie Francis
Concetta Franconero (Newark (New Jersey), 12 december 1937 – Pompano Beach (Florida), 16 juli 2025), bekend geworden als Connie Francis, was een Amerikaanse zangeres die haar grootste succes behaalde in de jaren vijftig en zestig van twintigste eeuw.

## Biografie
Connie Francis stamde uit een Italiaans immigrantengeslacht. Al op jonge leeftijd viel haar muzikale talent op. Haar vader stimuleerde haar om te proberen een carrière in de showbusiness te maken. Al snel leerde zij accordeon spelen en kon daardoor een plaats krijgen in de Amerikaanse televisieserie Startime. De producer George Scheck, later haar manager, adviseerde haar over te stappen op zingen. In 1955 sloot ze een platencontract met MGM Records.
In die tijd had Francis ook een relatie met de later eveneens beroemde zanger Bobby Darin, ook van Italiaanse afkomst. Darin werd voorgesteld aan de dan nog niet bekende zangeres Connie Francis. Bobby's manager zorgde ervoor dat Darin mee muziek kon schrijven voor Connie om haar zangcarrière op te starten. Bobby en Connie werden verliefd op elkaar. Connie had een strenge vader. Zodra hij lucht kreeg van de relatie, stelde hij alles in het werk om het koppel gescheiden van elkaar te houden. Toen hij vernam dat ze elkaar zouden zien na een optreden van Connie, joeg hij Bobby uit het gebouw terwijl hij met een wapen zwaaide. Later zei Connie Francis dat niet trouwen met Bobby Darin de grootste vergissing van haar leven was.
Het duurde tot januari 1958 voordat Connie Francis echt succes kreeg. Dick Clark van American Bandstand zorgde ervoor dat Francis' plaat Who's Sorry Now, een opgefriste rockversie van dit nummer uit 1923, hoog in de Amerikaanse top 10 terechtkwam. Het nummer stond in Engeland in 1958 zelfs zes weken achtereen op de eerste plaats in de hitlijsten. Francis' wereldwijde faam was daarmee gevestigd.
In de periode van 1958 tot 1963 was Connie Francis de populairste popzangeres ter wereld. Zo scoorde zij in Amerika drie nummer 1-hits, in Engeland twee en in Duitsland vier. In die landen had zij daarnaast nog talloze andere top 10-noteringen. Ook was ze zeer populair in onder meer Italië, Spanje, Japan, Indonesië, de Filipijnen, Maleisië, Canada, Mexico, België, Nederland en de Scandinavische landen. Ze heeft opnamen gemaakt in 15 verschillende talen en verkocht tientallen miljoenen platen.
Enkele van haar grote hits zijn "My Happiness", "Stupid Cupid", "Everybody's Somebody's Fool", "Where the Boys Are", "Mama", "Lipstick on Your Collar", "Paradiso" en "Barcarole in der Nacht". Haar veelzijdige talent komt echter vooral tot uiting op haar langspeelplaten met een repertoire variërend van rock en jazz tot country en wereldmuziek.
Naast haar plaatsuccessen waren het vooral de liveconcerten waarmee ze haar bewonderaars in groten getale op de been bracht. In de jaren zestig speelde ze daarnaast in vier films.
Aan het eind van de jaren zestig begon Francis' succes te tanen. Door een aantal tragedies in haar privéleven en een niet helemaal goed uitgevoerde cosmetische neusoperatie, waardoor ze stemproblemen kreeg, heeft ze haar carrière lange tijd in de koelkast gezet. Na haar pensioen is ze in Florida gaan wonen.
In 2025 werd Pretty Little Baby, aanvankelijk een minder bekend lied van Francis (die het nummer vergeten was) uit 1962, een hit via sociale media, met name op TikTok en YouTube. Op 17 juli datzelfde jaar werd op haar Facebook-pagina aangekondigd dat zij de avond daarvoor was overleden, na eerder opgenomen te zijn in het ziekenhuis.

## Discografie

### Singles
| Single met eventuele hitnotering(en) in de Nederlandse Top 40 | Datum van verschijnen | Datum van binnenkomst | Hoogste positie | Aantal weken | Opmerkingen |
| ------------------------------------------------------------- | --------------------- | --------------------- | --------------- | ------------ | ----------- |
| Pre Top 40                                                    |                       |                       |                 |              |             |
| Everybody's Somebody's Fool                                   |                       | 3-9-1960              | 3               | 20           |             |
| Breakin' in a Brand New Broken Heart                          |                       | 5-8-1961              | 7               | 6            |             |
| Barcarole in der Nacht                                        |                       | 14-9-1963             | 7               | 6            |             |
| Tijd voor Teenagers Top 10                                    |                       |                       |                 |              |             |
| Blue Winter                                                   | 1964                  | 18-4-1964             | 10              | 1            |             |
| Nederlandse Single Top 100                                    |                       |                       |                 |              |             |
| My Happiness                                                  | 1958                  | 2-5-1959              | 9               | 30           |             |
| Lipstick on Your Collar                                       | 1959                  | 5-9-1959              | 11              | 13           |             |
| Everybody's Somebody's Fool                                   | 1960                  | 3-9-1960              | 3               | 20           |             |
| Among My Souvenirs                                            | 1959                  | 6-2-1960              | 19              | 4            |             |
| Breakin' in a Brand New Broken Heart                          | 1961                  | 5-8-1961              | 7               | 6            |             |
| Barcarole in der Nacht                                        | 1963                  | 14-9-1963             | 7               | 6            |             |
| Blue Winter                                                   | 1964                  | 18-4-1964             | 10              | 1            |             |

### NPO Radio 2 Top 2000
| Nummer met noteringen in de NPO Radio 2 Top 2000 | '00  | '01 | '02  | '03  | '04  | '05  | '06 | '07  | '08  |
| ------------------------------------------------ | ---- | --- | ---- | ---- | ---- | ---- | --- | ---- | ---- |
| Everybody's Somebody's Fool                      | 1252 | -   | 1890 | 1294 | 1616 | 1156 | -   | 1992 | 1857 |

1. ↑  Een '-' betekent dat het nummer niet was genoteerd en een vetgedrukt getal geeft de hoogste notering aan.
2. ↑  2000 was het eerste jaar met een notering voor dit nummer.
3. ↑  Deze tabel is bijgewerkt tot en met de meest recente editie (2024).

## Hits in Duitsland
- 1960 - Die Liebe ist ein seltsames Spiel
- 1961 - Paradiso
- 1961 - Schöner fremder Mann
- 1962 - Tu' mir nicht weh, my Darling
- 1962 - Wenn du gehst
- 1962 - Lili Marleen
- 1963 - Barcarole in der Nacht
- 1963 - Napoli
- 1966 - Meine Reise ist zu Ende

- Bibsys: 3026573
- Biblioteca Nacional de España: XX885020
- Bibliothèque nationale de France: cb138941122 (data)
- Gemeinsame Normdatei: 134376528
- International Standard Name Identifier: 0000 0000 7827 4934
- Library of Congress Control Number: n84030227
- MusicBrainz: 5fcd7daf-25e1-47fd-9ba1-830b42708f84
- Bibliotheek van het Japanse parlement: 001153377
- Nationale Bibliotheek van Tsjechië: mzk2004261381
- Nationale bibliotheek van Australië: 35308871
- Nationale Bibliotheek van Israël: 987007276941105171
- Nationale Bibliotheek van Polen: a0000002624404
- Nederlandse Thesaurus van Auteursnamen: 071414177
- SNAC: w6554v2v
- Système universitaire de documentation: 251284808
- Trove: 906356
- Virtual International Authority File: 64191680
- WorldCat: E39PBJgMy8Rm9HRg8CYfF4p3wC